# Karimu Young
Karimu Young (ur. 21 marca 1942 w Ilorin) – nigeryjski bokser, dwukrotny  mistrz Afryki i dwukrotny olimpijczyk.
Wystąpił wadze muszej (do 51 kg) na igrzyskach olimpijskich w 1960 w Rzymie, gdzie po pokonaniu Adama McLeana z Irlandii w pierwszej walce przegrał następną z późniejszym brązowym medalistą Kiyoshi Tanabe z Japonii i odpadł z turnieju.
Zwyciężył w wadze muszej na pierwszych mistrzostwach Afryki w 1962 w Kairze. Na kolejnych mistrzostwach Afryki w 1964 w Akrze zdobył złoty medal w kategorii koguciej (do 54 kg).
Na igrzyskach olimpijskich w 1964 w Tokio wygrał dwie walki w wadze koguciej (w tym z Brunonem Bendigiem z Polski), a w ćwierćfinale pokonał go Washington Rodríguez z Urugwaju.